# Charles de Tricornot de Rose
Pour les articles homonymes, voir Tricornot et Rose.
Charles de Tricornot de Rose, baron de Tricornot, surnommé Carlo de Rose, né le 14 octobre 1876 dans le 7e arrondissement de Paris et mort le 11 mai 1916 à Villemontoire, est considéré comme un des pères de l'avion de chasse en France.

## Biographie
Jean-Baptiste Marie Charles de Tricornot de Rose est né le 14 octobre 1876 à Paris, fils d'Emmanuel de Tricornot de Rose (autorisé en 1875 à ajouter de Rose à son nom), lieutenant-colonel de cavalerie, et de Jeanne Marie Jacobé de Naurois.
Reçu à l'école militaire de Saint-Cyr en 1895, il en sort dans la cavalerie en 1897, sous-lieutenant au 5e régiment de dragons.
Il sert ensuite au 9e dragons, en garnison à Lunéville. En mars 1906, catholique fervent, il fait valoir ses convictions pour ne pas participer aux inventaires (application de la loi de séparation des Églises et de l'État). Ce refus d’obéissance le conduit au tribunal militaire qui le condamne à trois ans de non-activité.

### L'aviation
Il découvre alors l'aviation, qu'il étudie en technicien et pour laquelle il se passionne.
Peu après son retour dans l'armée, il intègre en 1910 la première formation de pilotes de la toute nouvelle Aéronautique militaire, sous les ordres du général Roques, faisant ses premiers vols à l’école Blériot de Pau, au mois de novembre.
Titulaire du premier brevet d’aviateur militaire, en 1911, il acquiert très vite de l’expérience, bat des records (altitude à 3 899 m en 1911) et s’implique dans la modernisation des appareils comme dans la théorisation de leur emploi. Rose confirme l’intérêt de l'avion en matière d'observation et de reconnaissance, notamment au profit de l'artillerie, mais surtout, recommande rapidement de l'armer pour le combat. Il est promu capitaine en 1912, l'année où l’aéronautique reçoit le statut d’arme.
Le 27 mai 1911, l'aviateur réalise un raid aérien du champ d’aviation de Vincennes au champ de manœuvres de Lunéville, avec un monoplan Blériot, qu'il endommagera d'ailleurs à l'atterrissage. 

### Première Guerre mondiale

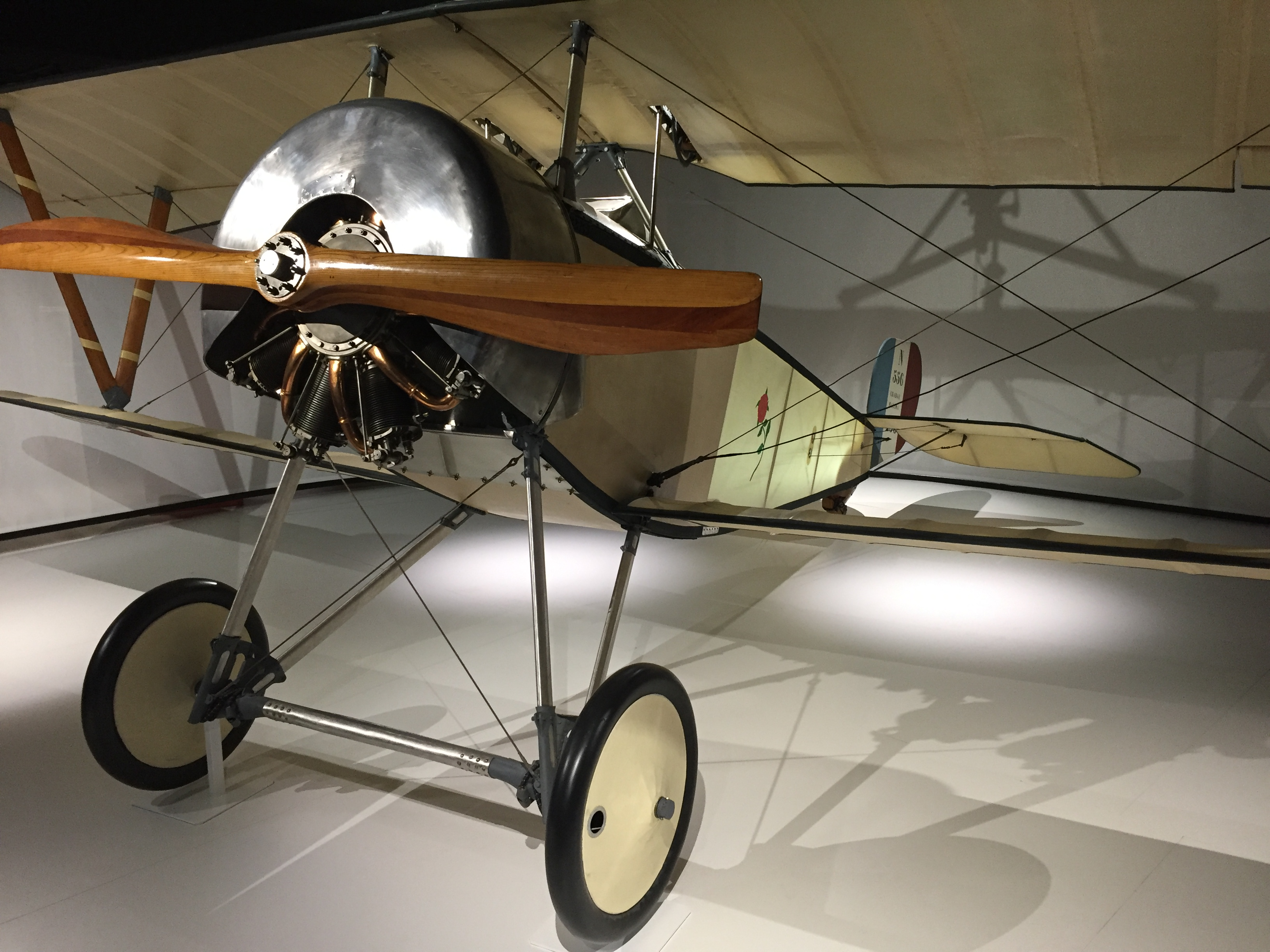
Nieuport XI aux couleurs du commandant de Rose

Lorsque débute la Grande Guerre, il est l'un des premiers à considérer le potentiel de l'avion pour la chasse et non uniquement pour l'observation et pour la défense. Chef d’escadron, Rose commande alors à Jonchery-sur-Vesle, à quelques kilomètres de Reims, l’aéronautique de la 5e armée, celle du général Franchet d'Espèrey, l’un des rares chefs qui croient à l’aviation. Rose imagine un nouvel usage pour ses avions : obtenir la suprématie aérienne au-dessus du champ de bataille afin d'aveugler l'ennemi en l'empêchant d'observer. Le 1er mars 1915 Rose créé la première escadrille de chasse spécialisée, la fameuse escadrille M.S. 12, volant sur Morane-Saulnier, et raffine les techniques de chasse. Ces pilotes vont désormais rechercher l'affrontement avec les avions ennemis pour les abattre, à la carabine. Un premier appareil allemand est abattu un mois plus tard par Jean Navarre (pilote) et Robert (observateur et tireur), le 1er avril 1915. La mitrailleuse remplace bientôt la carabine et les escadrilles de chasse se multiplient sous son impulsion. En quelques mois l'aviation de chasse acquiert ses lettres de noblesse et nul ne discute plus son utilité.

### Bataille de Verdun
Mais le nom du commandant de Rose est aussi associé à la bataille de Verdun, où il servit avec, sous ses ordres, les meilleurs pilotes de l'époque comme Jean Navarre, Charles Nungesser, Georges Guynemer... Début 1916 les Allemands lancent leur offensive sur Verdun et leurs escadrilles ont la maîtrise du ciel au-dessus de la bataille. Les Français ne peuvent plus observer l'adversaire. Joffre envoie alors Rose, qui rassemble ses meilleurs chasseurs, à Philippe Pétain, commandant de la place, décide, qui lance le 28 février sa fameuse phrase : « Je suis aveugle, Rose balayez-moi le ciel ! ». Quinze jours plus tard la situation est rétablie grâce au courage et à l'abnégation des pilotes français et aux nouvelles méthodes insufflées par Rose : plus de vol en solitaire à la recherche de l'exploit individuel, mais des vols en groupe. Avec sa remarquable équipe, Rose parvient à éliminer l'aviation allemande du ciel de Verdun et instaure définitivement « l'esprit chasse ».
Quelques semaines plus tard, l'effort allemand brisé, les chasseurs quittent le secteur et Rose regagne le quartier général de la 5e armée.
Le 11 mai 1916 , en tournée d'inspection sur le terrain de Villemontoire près de Soissons, il décolle dans son Nieuport afin de faire une démonstration de vol au général Grosetti. Aviateur de la vieille école, Rose, ayant atteint 50 mètres, s'apprête à virer sur l'aile. Il coupe le moteur pour virer, les spectateurs présents s'attendent à entendre le moteur reprendre, mais celui-ci refuse de repartir. L'avion livré à lui-même s'écrase aussitôt, le commandant est tué sur le coup. Ainsi disparait dans le crash de son avion l'inspirateur de la chasse française dont les efforts des mois passés commençaient à porter leurs fruits.

## Famille
Charles de Tricornot de Rose a été marié à Madeleine Tavernier (1886-1981) en 1906. De leur mariage sont nés :
- Nicole de Tricornot de Rose, Religieuse (Dominicaine), née en 1907,
- Antoine de Tricornot de Rose, baron de Tricornot, né en 1908,
- François de Tricornot de Rose dit aussi François de Rose, ambassadeur de France (1910-2014),
- Jacqueline de Tricornot de Rose, mariée à Georges Hellouin de Ménibus, née en 1911.

## Distinctions
- Officier de la Légion d'honneur[7]
- Croix de guerre 1914–1918
- La ville de Jonchery lui a dédié un square.

## Hommage

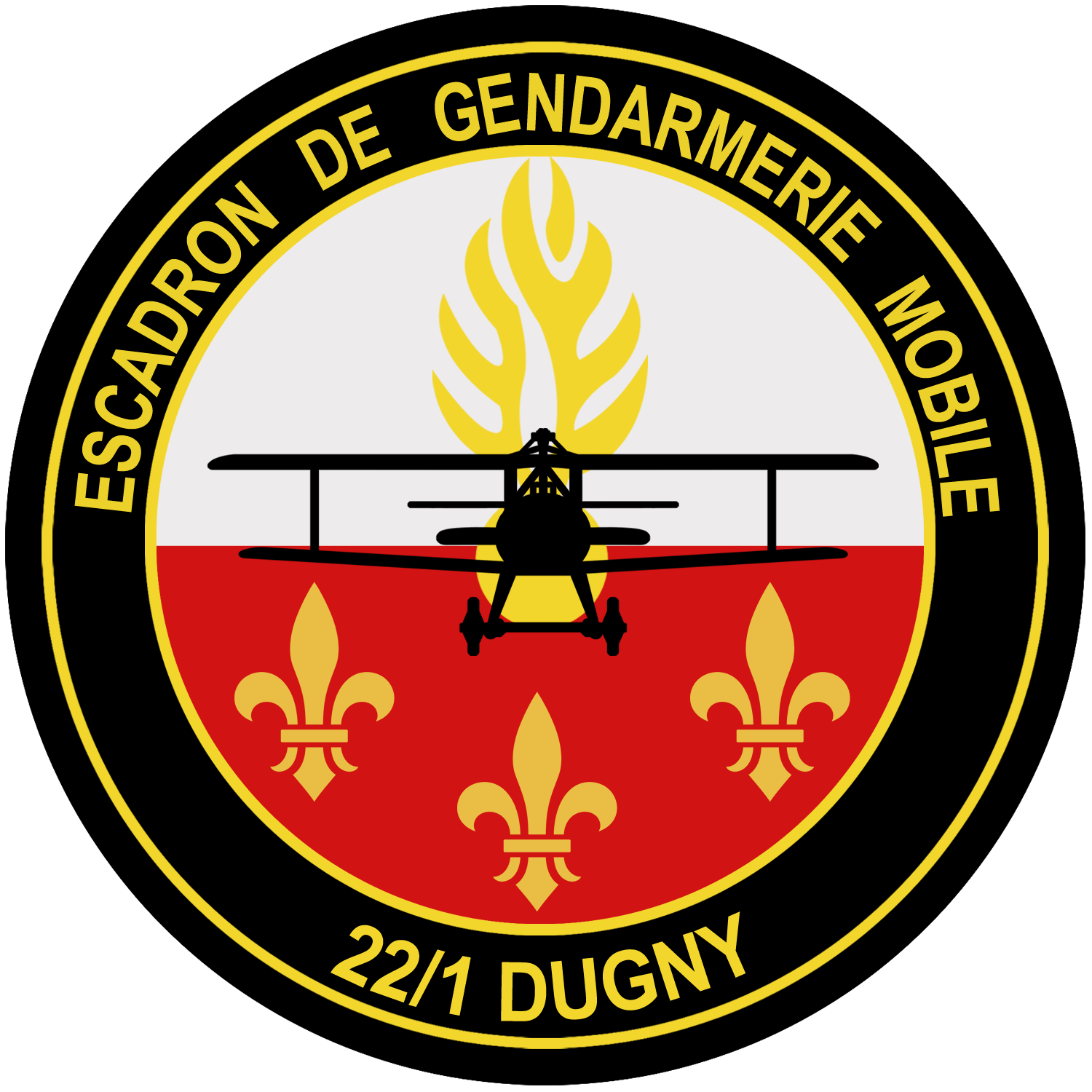
Écusson de l'EGM 22/1 de Dugny. Un Nieuport 11 a été ajouté au centre en hommage au commandant de Rose.

En 1931, une caserne est construite à Dugny (Seine-Saint-Denis) au sein de la base aérienne 104. Elle porte le nom de de Rose en son hommage. Le 1er octobre 1984, la BA104 est dissoute, et la caserne de Rose est attribuée à la Gendarmerie nationale afin d’accueillir un régiment de la Garde républicaine. Elle accueille aujourd'hui des unités de la Garde républicaine et de la Gendarmerie mobile. L'écusson de l'Escadron 22/1 de Gendarmerie Mobile, dont l'unité est stationnée dans cette même caserne depuis 2015, représente un Nieuport XI. Cet avion était piloté par le commandant de Rose au cours du premier conflit mondial.
La promotion 1965 de l’École de l'air de Salon de Provence a pris comme parrain et nom de baptême "Commandant Charles de Tricornot de Rose".